# هيروشي ساإيتو
هيروشي ساإيتو (باليابانية: 斉藤 浩史) (13 نوفمبر 1970 في طوكيو في اليابان – )؛ هو لاعب كرة قدم ياباني سابق كان يلعب كمدافع.

## وصلات خارجية
- هيروشي ساإيتو على موقع رابطة كرة القدم اليابانية للمحترفين (اليابانية)
- هيروشي ساإيتو على موقع قاعدة بيانات كرة القدم.إي يو (الإنجليزية)
- هيروشي ساإيتو على موقع عالم كرة القدم.نت (الإنجليزية)